# Spread the Fire
Spread The Fire is het debuutalbum van de Amerikaanse thrashmetalband Fueled By Fire. Het werd op 7 augustus 2007 uitgebracht door Metal Blade Records.

## Track listing
Alle teksten en liederen geschreven door Fueled By Fire

| 1.                 | Intro : Ernest Goest to Hell     | 02:15 |
| 2.                 | Thrash Is Back                   | 05:14 |
| 3.                 | Striking Death                   | 03:33 |
| 4.                 | Spread the Fire!!!               | 04:11 |
| 5.                 | Betrayal                         | 05:22 |
| 6.                 | Massive Execution                | 02:56 |
| 7.                 | Metal Forever                    | 03:23 |
| 8.                 | Dreams of Terror                 | 04:08 |
| 9.                 | Command of the Beast             | 05:03 |
| 10.                | Chaotic Punishment [Bonus track] | 04:56 |
| 11.                | Put To Death [Bonus track]       | 05:05 |
| Totale duur: 46:06 |                                  |       |

## Bezetting
- Jovanny "Gio" Herrara - zang, gitaar
- Carlos Gutierrez - drums
- Anthony Vasquez - basgitaar
- Rick Rangel - gitaar

## Productie
- Fueled By Fire - producent
- Joey Vera - mix
- Jason Degal - mastering